# Resolutie 1346 Veiligheidsraad Verenigde Naties
Resolutie 1346 van de Veiligheidsraad van de Verenigde Naties werd unaniem door de VN-Veiligheidsraad aangenomen op 30 maart 2001.

## Achtergrond
In Sierra Leone waren al jarenlang etnische spanningen tussen verschillende bevolkingsgroepen. In 1978 werd het een eenpartijstaat met een regering die gekenmerkt werd door corruptie en wanbeheer van onder meer de belangrijke diamantmijnen. Intussen was in buurland Liberia al een bloedige burgeroorlog aan de gang, en in 1991 braken ook in Sierra Leone vijandelijkheden uit. In de volgende jaren kwamen twee junta's aan de macht, waarvan vooral de laatste een schrikbewind voerde. Zij werden eind 1998 met behulp van buitenlandse troepen verjaagd, maar begonnen begin 1999 een bloedige terreurcampagne. Pas in 2002 legden ze de wapens neer.

## Inhoud

### Waarnemingen
Men was bezorgd om de fragiele situatie in Sierra Leone, de gevechten op de grens met Guinee en Liberia en de zware humanitaire gevolgen voor de bevolking en vluchtelingen. Het was noodzakelijk dat het gezag van de staat in heel het land werd hersteld en dat er werd ontwapend.

### Handelingen
Het mandaat van de UNAMSIL-vredesmissie in Sierra Leone werd met 6 maanden verlengd. Het militaire component werd versterkt tot 17.500 manschappen, waaronder de 260 militaire waarnemers.
Verder eiste de Veiligheidsraad dat de RUF-rebellen aan hun verplichtingen onder het staakt-het-vurenakkoord voldeden en riep ze de partijen op het vredesproces te hervatten.

## Verwante resoluties
- Resolutie 1321 Veiligheidsraad Verenigde Naties (2000)
- Resolutie 1334 Veiligheidsraad Verenigde Naties (2000)
- Resolutie 1370 Veiligheidsraad Verenigde Naties
- Resolutie 1385 Veiligheidsraad Verenigde Naties

Lijst ·  1335 ·  1336 ·  1337 ·  1338 ·  1339 ·  1340 ·  1341 ·  1342 ·  1343 ·  1344 ·  1345 ·  1346 ·  1347 ·  1348 ·  1349 ·  1350 ·  1351 ·  1352 ·  1353 ·  1354 ·  1355 ·  1356 ·  1357 ·  1358 ·  1359 ·  1360 ·  1361 ·  1362 ·  1363 ·  1364 ·  1365 ·  1366 ·  1367 ·  1368 ·  1369 ·  1370 ·  1371 ·  1372 ·  1373 ·  1374 ·  1375 ·  1376 ·  1377 ·  1378 ·  1379 ·  1380 ·  1381 ·  1382 ·  1383 ·  1384 ·  1385 ·  1386